# تان هووه لیانگ
تان هووه لیانگ (انگلیسی: Tan Howe Liang؛ زادهٔ ۵ مهٔ ۱۹۳۳) وزنه‌بردار اهل سنگاپور بود.
وی در مسابقات کشوری و بین‌المللی در مجموع برندهٔ ۴ مدال طلا، ۱ مدال نقره شده‌است.